# 金子貴俊
金子 貴俊（かねこ たかとし、1978年1月17日 - ）は、日本の俳優、タレント。東京都目黒区出身。オリオンズベルト所属。身長176cm。血液型A型。既婚。姉はパーツモデルの金子エミ。

## 来歴・人物
デビュー当時は、顔の形が米粒に似ていることから「お米ちゃん」という愛称で呼ばれていた。
俳優を志した理由は、高校時代に目黒の弁当屋でアルバイトをしておりドラマ撮影のスタジオへ出前で訪れた際、現場の人たちに適当に扱われたので、将来は俳優になって現場の人たちを見返してやろうと思ったから。だが、デビューする方法を知らず諦め掛けていた頃、渋谷で先輩に命令されて行ったナンパの相手が、たまたま芸能事務所のマネージャーで、そのまま事務所に連れて行かれデビューという経歴を持つ。
美少年風の見た目と中性的なキャラクターで、俳優としてのみならずバラエティー番組でも活躍している。しかし、実際の本人は番組中で見せる姿よりも男性的である。
中性的なキャラクターとしてのイメージがついたのは映画『ウォーターボーイズ』の早乙女聖役を演じたことがきっかけである。元々オーディションでは他の役を狙っていたが、審査側に早乙女役を求められていると知り、当時は駆け出しの俳優だったので、仕事を得る為にいわゆるオネエ系のキャラである早乙女に合わせた役作りをしたと言う。
芸能界でも有数の資格マニアで、いつ俳優をやめても十分食っていけると言われている。2008年1月にはフードアナリストの資格を取得した。趣味も多く、殺陣、技斗、乗馬、ローラーブレード、社交ダンス、表千家茶道と様々。
ガンオタ（ガンダムシリーズの熱狂的なファン）である。また、漫画『ONE PIECE』のファンだと公言している。
22歳の時に父を亡くしている。父の遺産を姉と半分に分けると25万しか残らなかったが「せっかく最後に残してくれたお金だから、何か生きた使い方をしよう」と考えた結果犬を飼うことを思い立ち、ある店で見かけてピンと来たケアーン・テリアの子犬を飼うことになった。その愛犬の名前は「ビジン」ちゃん。
俳優以外の活動としては、2006年2月、個展を開催。画家としての活動を開始。
2008年6月3日、元タレントの西村美保との入籍を、自身のブログで発表。2008年12月18日に第1子（長男）誕生。2012年12月4日に第2子（長女）誕生。

## 出演

### テレビドラマ
- いちばん大切なひと 第3話（1997年、TBS） - 大学生 役
- 土曜ワイド劇場「タクシードライバーの推理日誌8」（1998年、テレビ朝日） - 末松三郎 役
- 火曜サスペンス劇場「警視庁鑑識班8」（1999年、日本テレビ） - 長瀬幸英 役
- ナースのお仕事3 第5話（2000年、フジテレビ） ｰ 不良少年 役
- ストロベリー・オンザ・ショートケーキ（2001年、TBS） - 生徒 役
- こちら第三社会部（2001年） - 目黒邦彦
- 別れさせ屋（2001年、日本テレビ） - 大学生 役
- 愛の劇場「温泉へ行こう2（2001年、TBS） - 宮崎とおる 役
- 恋ノチカラ（2002年、フジテレビ）
- 怪談百物語（2002年） - 勘太
- 空から降る一億の星（2002年、フジテレビ） - 向井裕希 役
- 逮捕しちゃうぞ 第9話（2002年、テレビ朝日）
- よい子の味方 〜新米保育士物語〜（2003年、日本テレビ）
- 新・天までとどけ4（2003年、TBS）
- ゆうれい、貸します〜お染・恋の七変化〜（2003年、NHK） - 伊助 役
- すいか（2003年、日本テレビ） - 野口響一 役
- こちら本池上署（2004年） - 黒田隆幸 役
- ほんとにあった怖い話注文の多い幽霊（2004年、フジテレビ） - 主演・宇佐見要 役
- 大奥スペシャル〜幕末の女たち〜（2004年、フジテレビ） - 松之介　役
- もっと恋セヨ乙女（2004年、NHK総合） - 森尾英治 役
- WATER BOYS2（2004年、フジテレビ） - 早乙女聖 役
- マザー&ラヴァー（2004年、関西テレビ制作・フジテレビ系列） - 中町恭介 役
- 東京ワンダーホテル（2004年の3ヶ月毎に年4回放送、日本テレビ系列） - 村野ハシル 役
- 曲がり角の彼女（2005年、関西テレビ制作・フジテレビ系列） - 三宅修二 役
- はるか17（2005年、テレビ朝日） - 桃田猿男 役
- 翼の折れた天使たち 第二夜「ライブチャット」（2006年、フジテレビ） - コンビニ店員 役
- 一生忘れない物語「永遠にともに」（2006年、テレビ朝日） - 谷口純平 役
- 水曜ミステリー9「ブランド刑事 予備鑑定捜査員 桐原真実」（2006年1月-、テレビ東京） - 柳井正太郎 役
- DRAMA COMPLEX「銭華 〜銀座ホステス株バトル〜」（2006年、日本テレビ） - 藤村雄太 役
- 特命係長 只野仁3rdシーズン 第25話 （2007年、テレビ朝日） - 藤巻真二 役
- 浅草ふくまる旅館（2007年） - 瀬川晃
- 金曜プレステージ「津軽海峡ミステリー航路8」（2009年、フジテレビ） - 沢登雪彦 役
- アイシテル〜海容〜（2009年、日本テレビ） - 高橋 役
- 土曜ワイド劇場「再捜査刑事・片岡悠介」（2010年3月-、テレビ朝日） - 浅野直樹 役
- 土曜時代劇 「桂ちづる診察日録」（2010年9月-、NHK） - 有田万之助（牢屋同心）役
- 金曜プレステージ「人情の女刑事・徳大寺操の浅草事件簿」（2010年12月24日、フジテレビ） - 馬場浩一 役
- BS時代劇「新選組血風録」 第4話（2011年4月24日、NHK BSプレミアム） - 深町新作 役
- 土曜ドラマスペシャル「真珠湾からの帰還 〜軍神と捕虜第一号〜」（2011年12月10日、NHK） - 長谷川 役
- 都市伝説の女 第3話（2012年4月27日、テレビ朝日） - 丸山圭介 役
- たぶらかし-代行女優業・マキ- 第12話（2012年6月21日、読売テレビ制作・日本テレビ系列） - 秋山光博 役
- 水曜ミステリー9「沖縄リゾート コンシェルジュ具志堅陽子の名推理」（2012年7月25日、テレビ東京） - 飯山則之 役
- 水曜ミステリー9「森村誠一サスペンス 刑事の証明4」（2012年10月31日、テレビ東京） - 椎谷雅樹 役
- ドラマスペシャル「だましゑ歌麿III」（2013年7月27日、テレビ朝日） - 彦市 役
- HTBスペシャルドラマ 「別に普通の恋」（2013年12月14日、北海道テレビ） - 主演・春夫 役
- 渡る世間は鬼ばかり 2015スペシャル 後編（2015年2月23日、TBS） - 三波圭介 役
- 木曜時代劇「まんまこと〜麻之助裁定帳〜」 第1話（2015年7月16日、NHK） - 小倉屋の半次郎 役
- 月曜ゴールデン「警視庁南平班〜七人の刑事〜8」（2015年8月3日、TBS） - 増田聡史 役
- ドラマスペシャル 家政婦は見た! 第2作（2015年12月5日、テレビ朝日） - 大高治樹 役
- ドラマスペシャル「黒の斜面」（2016年1月24日、テレビ朝日） - 田島誠一 役
- 男と女のミステリー時代劇 第9話（2016年8月2日、BSジャパン） - 友吉 役
- Missデビル 人事の悪魔・椿眞子 第3話（2018年4月28日、日本テレビ） ‐ 簑島譲 役[3]
- 二月の勝者-絶対合格の教室- 第5話（2021年11月13日、日本テレビ）- 島津弘 役

### その他のテレビ番組

#### 現在
- ビットワールド[4]（レギュラー）（2007年4月6日-、NHK教育）- タカチッタ・ティンバート/宇宙人ミラレタ/ヨーデルカネコ 役
- 世界の果てまでイッテQ!（準レギュラー）（2008年- 、日本テレビ）
- そこに山があるから（2022年4月 - 、BS朝日） - 本上まなみ、南野陽子、南沢奈央と週交替[5]
- せとうちコットン（2025年、広島テレビ）

#### 過去
- 世界ウルルン滞在記 ジャングルのおじさんに…金子貴俊が出会った（フィリピン、2002年2月17日、MBS）
- ゴゴイチ! 〜SPACE SHOWER CHART SHOW〜（2003年4月 - 2004年3月、スペースシャワーTV）
- 所さんの日本ジツワ銀行（準レギュラー）（2003年4月2日-2003年5月7日、日本テレビ）
- 世界バリバリ★バリュー（準レギュラー）（2003年4月22日-2007年5月23日、TBS）
- 秋吉久美子・真矢みき・金子貴俊のウィーンの旅（2003年12月13日、テレビ朝日）
- 天才ビットくん（2005年2月18日-3月4日、NHK教育）- カネコノミヤ・タカトシーニ・デル・カネーロ 役
- 中国語会話（2005年4月-2006年3月、NHK教育）
- アートエンターテインメント 迷宮美術館（6回）（2006年12月、NHKBS）
- うふふのぷ（2007年4月7日-2008年3月29日、関西テレビ）
- ぴーかんテレビ（木曜レギュラー）（2007年4月-2011年8月、東海テレビ）
- 中尾彬・はしのえみの海南島大冒険（2008年6月8日、テレビ朝日）
- トヨタECOスペシャル「炭素大循環の謎を追え！地球一億年の大紀行!!」（2008年7月21日、中京テレビ） - リポーター
- 加藤夏希・金子貴俊 BS4サテライトNAVI （MC）（2009年4月11日-9月26日、BS日テレ）
- NHKスペシャル「マネー資本主義・超金余りはなぜ起きたのか」（2009年5月17日、NHK）
- プレミアム8紀行 コメ食う人々 「南米の大地で稲作は進化する〜ブラジル 米作り最前線〜」（2010年2月17日、NHKBS） - 旅人
- ワンダー×ワンダー （2010年3月13日・5月29日・6月19日・11月20日、NHK）
- ウケウリ!! （メインMC）（2010年4月-9月、日本テレビ）
- あさイチ （不定期）（2010年4月- 、NHK）
- 知りたがり! （水曜 準レギュラー）（2010年- 、フジテレビ）
- チャレンジ!ホビー（2011年7月4日-2011年7月25日、NHK）
- 土曜スペシャル 源流点目指して128キロ 船と徒歩で行く!富士川の旅（2013年9月14日、テレビ東京）
- 趣味どきっ!
  - 「国宝に会いに行くII」（2016年10月・11月期、NHK Eテレ） - 旅人
  - 「梨本家の快適!リモート生活術」（2021年3月29日 - ） - パパ役
- くりぃむクイズ ミラクル9（テレビ朝日）不定期出演
- 朝の!さんぽ道（テレビ東京）
- ニッポンぶらり鉄道旅 (NHK BSプレミアム) - 旅人
  - 第150回 (2019年2月7日)
  - 第155回 (2019年4月4日)
  - 第161回 (2019年6月13日)
  - 第171回 (2019年10月31日)
  - 第181回 (2020年2月20日)
- アラビーヤ・シャベリーヤ!（2019年10月4日 - 、NHK Eテレ） - 旅人（アラビア語語学番組）
- ガイロク（街録）（NHK BSプレミアム）

### 映画
- 死者の学園祭（2000年8月） - 劇団員金子役
- ウォーターボーイズ（2001年9月、東宝） - 早乙女聖 役
- 光の雨（2001年12月） - 新川次郎役
- 愚連 GANG（2001年12月） - 準主役：サンコン役
- 自殺サークル（2002年3月） - マサル役
- 組葬（2002年11月）- 準主役：瀬戸雅也役
- ぷりてぃウーマン（2003年5月） - 水泳インストラクター役
- あずみ（2003年5月） - あまぎ 役
- オモヒノタマ〜念珠＜茸狩り＞（2004年5月） - 主演：木元一樹役
- あなたを忘れない（2007年1月） - 風間龍次 役
- メンゲキ!（2012年1月公開、メディア4）

### ラジオドラマ
- 青春アドベンチャー（NHK-FM）
  - 「しゃばけ」（2002年4月15日 - 26日） - 一太郎 役[6]
    - 「しゃばけ2」（2004年3月29日 - 4月9日） - 一太郎 役[7]

  - 「レヴォリューションNO.3」（2003年3月31日 - 4月11日） - 萱野 役[8]
  - 「魔岩伝説」（2011年5月30日 - 6月17日） - 香丹 役[9]
- FMシアター（NHK-FM）
  - 「夢について」（2002年9月14日）[10]　
  - 「紅葉山通り」（2003年1月25日）[11]
- 貫地谷しほりのラジオ劇団・小さな奇跡「スプーク！2」（2010年1月18日 - 21日、TOKYO FM） - 近藤敬助 役

### ラジオ番組
- エバラ Camp Station～おいしいノアソビ～（2021年4月4日 - 、TOKYO FM）[12]

### 劇場アニメ
- 劇場版 どうぶつの森 -（2006年）アルベルト

### 舞台
- 初仕事納め（2006年8月、新国立劇場/小劇場・THE PIT） - 主演：畑中準役
- コースター（2007年10月、青山円形劇場） - 中原役
- どんまいマインド（2008年10〜11月、光ヶ丘IMAホール/新国立劇場） - 豊見城章役、他3役
- 仙台四郎物語〜福の神になった男（2007年9月、明治座） - 杉本俊介役
- つばき、時跳び（2010年8月、明治座） - 黒瀬虎太郎役、黒瀬幸太役
- ビットワールド THE STAGE（2025年7月〈予定〉、サンシャイン劇場） - ミラレタ 役[13]

## 著書
- 僕が笑ってる理由（2004年3月、集英社） ISBN 4086500612[14]
- 僕の眼　〜心が凹んだ日には（2005年3月、メディアファクトリー） ISBN 4840112258
- 写心家金子貴俊（2007年5月発売）
- パパニティ〜僕と奥ちゃんの10カ月〜（2009年4月発売【宝島社】）